# Чемпионат России по плаванию 2008
Чемпионат России по плаванию 2008 года прошёл с 31 мая по 9 июня в СК «Олимпийский», Москва.
Турнир был отборочным для Олимпийских игр в Пекине. В связи с этим предварительные старты проходили вечером, а финалы — в 10 утра. По словам главного тренера сборной Александра Клокова, на место в сборной могли претендовать по два человека в каждом из 32 видов олимпийской программы при условии выполнения ими нормативного результата.

## Призёры

### Мужчины

#### 50 м вольным стилем
Евгений Лагунов (Архангельская область — Санкт-Петербург-1) — 22,18

 Андрей Гречин (Санкт-Петербург-1 — Алтайский край) — 22,20

 Сергей Фесиков (Калужская область — Пензенская область) — 22,35

#### 100 м вольным стилем
Евгений Лагунов (Архангельская область — Санкт-Петербург-1) — 48,26

 Андрей Гречин (Санкт-Петербург-1 — Алтайский край) — 48,61

 Александр Сухоруков (Санкт-Петербург-1 — Коми) — 49,61

#### 200 м вольным стилем
Данила Изотов (Свердловская область) — 1:46,65 РР

 Александр Сухоруков (Санкт-Петербург-1 — Коми — 1:46,81

 Никита Лобинцев (Самарская область — Свердловская область) — 1:47,22

#### 400 м вольным стилем
Никита Лобинцев (Самарская область — Свердловская область) — 3:46,31

 Виталий Романович (Волгоградская область) — 3:53,36

 Александр Шимин (Татарстан) — 3:54,29

#### 1500 м вольным стилем
Виталий Романович (Волгоградская область) — 15:18,58

 Илья Ларин (Санкт-Петербург-1 — «Динамо» — 15:28,38

 Сергей Большаков (Удмуртия) — 15:36,85

#### 50 м на спине
Аркадий Вятчанин (Ростовская область — Коми) — 25,82

 Михаил Носков (Белгородская область) — 25,83

 Рустам Рыбин (Омская область) — 26,00

#### 100 м на спине
Аркадий Вятчанин (Ростовская область — Коми) — 54,00

 Станислав Донец (Самарская область — Ульяновская область) — 54,46

 Евгений Алешин (Нижегородская область) — 55,50

#### 200 м на спине
Аркадий Вятчанин (Ростовская область — Коми) — 1:56,66

 Станислав Донец (Самарская область — Ульяновская область) — 1:57,80

 Павел Комаров (Приморский край — Воронежская область) — 2:00,28

#### 50 м брассом
Михаил Ермолаев (Пензенская область) — 28,89

 Сергей Гейбель (Новосибирская область) — 29,05

 Денис Кривашеев (Москва-1) — 29,13

#### 100 м брассом
Роман Слуднов (Омская область) — 1:00,09

 Дмитрий Коморников (Москва-1) — 1:01,11

 Григорий Фалько (Санкт-Петербург-1 — 1:01,22

#### 200 м брассом
Алексей Зиновьев (Москва-2) — 2:13,46

 Григорий Фалько (Санкт-Петербург-1- 2:13,53

 Андрей Иванов (Санкт-Петербург-1 — 2:14,68

#### 50 м баттерфляем
Евгений Коротышкин (Москва-1) — 24,25

 Игорь Марченко (Санкт-Петербург-1 — Ростовская область) — 24,44

 Владимир Ефремов (Челябинская область) — 24,53

 Александр Калужский (Москва-1) — 24,53

#### 100 м баттерфляем
Николай Скворцов (Калужская область — Пензенская область) — 52,39

 Евгений Коротышкин (Москва-1) — 52,84

 Максим Ганихин (Ростовская область — Тюменская область) — 53,25

#### 200 м баттерфляем
Николай Скворцов (Калужская область — Пензенская область) — 1:57,87

 Максим Ганихин (Ростовская область — Тюменская область) — 1:58,40

 Илья Скрыдлов (Санкт-Петербург-2) — 2:01,29

#### 200 м, комплексное плавание
Александр Тихонов (Челябинская область — ХМАО-Югра) — 2:02,02

 Дмитрий Каленов (Пензенская область) — 2:03,46

 Илья Воловник (Республика Коми) — 2:04,63

#### 400 м, комплексное плавание
Юрий Прилуков (Самарская область — Свердловская область) — 4:17,93

 Александр Тихонов (Челябинская область — ХМАО-Югра) — 4:18,36

 Андрей Крылов (Москва-1) — 4:19,12

#### Эстафета 4 × 100 м, вольный стиль
Санкт-Петербург-1 (Евгений Лагунов, Андрей Гречин, Андрей Капралов, Александр Сухоруков) — 3:19,26

 Сибирский ФО (Константин Зотов, Никита Коновалов, Евгений Нацвин, Иван Усов) — 3:23,57

 Москва-1 (Юрий Задворный, Борис Тиматков, Андрей Крылов, Антон Степанов) — 3:24,54

#### Эстафета 4 × 200 м, вольный стиль
Москва (Михаил Полищук, Борис Тиматков, Артем Дружкин, Антон Степанов) — 7:22,50

 Волгоградская область (Дмитрий Боканхель, Сергей Перунин, Дмитрий Кулин, Виталий Романович) — 7:25,51

 Москва-2 (Артем Лобузов, Юрий Задворный, Александр Селин, Антон Степанов) — 7:30,68

#### Эстафета 4 × 100 м, комбинированная
Санкт-Петербург-1 (Дмитрий Смирнов, Григорий Фалько, Игорь Марченко, Евгений Лагунов) — 3:40,83

 Москва (Никита Денисяко, Дмитрий Коморников, Евгений Коротышкин, Борис Тиматков) — 3:42,59

 Сибирский ФО (Сергей Маков, Сергей Гейбель, Евгений Нацвин, Иван Усов) — 3:42,67

### Женщины

#### 50 м вольным стилем
Анастасия Аксенова (Пензенская область — Коми) — 25,57

 Светлана Федулова (Санкт-Петербург-1 — Коми) — 25,82

 Ольга Ключникова (Пензенская область) — 26,18

#### 100 м вольным стилем
Анастасия Аксенова (Пензенская область — Коми) — 55,51 РР

 Дарья Белякина (Рязанская область) — 56,09

 Светлана Карпеева (ХМАО-Югра) — 56,44

#### 200 м вольным стилем
Дарья Белякина (Рязанская область) — 1:59,89

 Кира Володина (Самарская область — Ульяновская область) — 2:00,19

 Татьяна Пономаренко (Омская область) — 2:02,30

#### 400 м вольным стилем
Дарья Белякина (Рязанская область) — 4:13,03

 Елена Соколова (Москва-1) — 4:14,07

 Екатерина Селиверстова (Москва-1) — 4:15,04

#### 800 м вольным стилем
Екатерина Селиверстова (Москва-1) — 8:42,90

 Регина Сыч (Камчатский край — Хабаровский край) — 8:43,86

 Анна Уварова (Архангельская область) — 8:51,26

#### 50 м на спине
Анастасия Зуева (Московская область — Пензенская область) — 28,46

 Ксения Москвина (ЯНАО) — 29,30

 Елена Пятова (Нижегородская область) — 30,43

#### 100 м на спине
Анастасия Зуева (Московская область — Пензенская область) — 59,85

 Ксения Москвина (ЯНАО) — 1:01,95

 Станислава Комарова (Москва-1) — 1:01,58

#### 200 м на спине
Анастасия Зуева (Пензенская область —Московская область) — 2:09,00 (рекорд России в предварительном заплыве — 02:08,56)

 Станислава Комарова (Москва-1) — 2:09,86

 Ксения Москвина (ЯНАО) — 2:10,42

#### 50 м брассом
Валентина Артемьева (Новосибирская область) — 31,57

 Екатерина Баклакова (Пермский край) — 32,17

 Анна Кузьмичева (Санкт-Петербург-1) — 32,44

#### 100 м брассом
Юлия Ефимова (Ростовская область) — 1:07,70 (рекорды России в предварительном заплыве — 1:07,81 и в полуфинале − 1:07,35)

 Елена Богомазова (Санкт-Петербург-1 — Ростовская область) — 1:09,02

 Екатерина Баклакова (Пермский край) — 1:09,16

#### 200 м брассом
Ольга Детенюк (Волгоградская область — Приморский край) — 2:26,15

 Алена Алексеева (Новосибирская область — Кемеровская область) — 2:27,62

 Екатерина Баклакова (Пермский край) — 2:28,92

#### 50 м баттерфляем
Наталья Сутягина (Пензенская область) — РА — 26,93

 Кристина Осипова (Ярославская область — Костромская область) — 27,48

 Александра Пичугина (Самарская область) — 27,82

#### 100 м баттерфляем
Наталья Сутягина (Пензенская область) — РА — 58,73

 Ирина Беспалова (Архангельская область — Санкт-Петербург-1) — 59,27

 Светлана Федулова (Санкт-Петербург-1 — Коми) — 1:01,98

#### 200 м баттерфляем
Ирина Беспалова (Архангельская область — Санкт-Петербург-1) — 2:11,29

 Яна Мартынова (Татарстан) — 2:14,17

 Мария Булахова (Волгоградская область) — 2:16,53

#### 200 м, комплексное плавание
Светлана Карпеева (ХМАО-Югра) — 2:17,05

 Александра Мусиенко (Москва-2) — 2:18,38

 Виталина Симонова (Оренбургская область — Самарская область) — 2:18,48

#### 400 м, комплексное плавание
Яна Мартынова (Татарстан) — 4:46,66

 Светлана Карпеева (ХМАО-Югра) — 4:51,16

 Екатерина Рвянина (Пензенская область) — 4:52,22

#### Эстафета 4 × 100 м, вольный стиль
Приволжский ФО (Ольга Ключникова, Евгения Зубанова, Кира Володина, Виктория Малютина) — 3:46,86

 Центральный ФО (Марина Леденева, Ирина Леденева, Ксения Лаврентьева, Дарья Белякина) — 3:49,70

 Омская область (Василиса Владыкина, Екатерина Боровикова, Татьяна Пономаренко, Елена Римская) — 3:50,83

#### Эстафета 4 × 200 м, вольный стиль
Омская область (Татьяна Пономаренко, Агата Волощук, Елена Римская, Василиса Владыкина) — 8:19,60

 Приволжский ФО (Кира Володина, Евгения Зубанова, Виталина Симонова, Екатерина Бабаева) — 8:22,76

 Москва (Анна Маркова, Мария Уголькова, Александра Мусиенко, Екатерина Селиверстова) — 8:23,80

#### Эстафета 4 × 100 м, комбинированная
Пензенская область (Анастасия Зуева, Екатерина Уйменова, Наталья Сутягина, Анастасия Аксенова) — 4:08,55

 Санкт-Петербург-1 (Алена Голубева, Елена Богомазова, Вероника Попова, Светлана Федулова) — 4:11,27

 Москва (Станислава Комарова, Дарья Коротенкова, Елена Шамаева, Мария Уголькова) — 4:12,40